# Metriocnemus arcuatus
Metriocnemus arcuatus är en tvåvingeart som först beskrevs av Jean-Jacques Kieffer 1921.  Metriocnemus arcuatus ingår i släktet Metriocnemus och familjen fjädermyggor.
Artens utbredningsområde är Frankrike. Inga underarter finns listade i Catalogue of Life.